# Фримен, Лоренс
Лоренс Фримен (англ. Laurence Freeman) — католический священник, монах-бенедиктинец лондонского аббатства Turvey, конгрегации Оливетанцев, директор «Международного общества христианской медитации» (англ. «The World Community for Christian Meditation», WCCM), ученик известного католического популяризатора созерцательной духовности — о. Джона Мейна OSB.

## Биография
Изучал английскую литературу в Оксфорде, работал в журналистской и банковской сферах. В 1975 г. вступил в лондонское аббатство Илинг, где его ментором в новициате был Джон Мейн. Стал участником первой экспериментальной медитативной общины для мирян, которую организовал о. Мейн, и на базе которой был основан первый лондонский центр христианской медитации, впоследствии ставший главным центром WCCM. В 1977 г. вместе с Джоном Мейном был приглашён архиепископом Монреаля в Канаду, для основания нового бенедиктинского монастыря, и основания в нём общины, практикующей дисциплину христианской медитации, и обучающей ей мирян. В 1979 году принёс свои вечные монашеские обеты, и в 1980 был рукоположён в священники. Изучал теологию в Монреальском университете и в университете Макгилла. В 2010 г. о. Лоренс был награждён Орденом Канады за свою многолетнюю социальную работу, которую он начал вести ещё в конце 70-х со своим учителем.

## Деятельность
После смерти Джона Мейна в 1982 г., о. Лоренс продолжил развивать общины мирян и монахов, практиковавших дисциплину христианской медитации, организовывая медитативные группы и проводя конференции и ретриты. В 1991 г., после одной из ежегодных конференций, посвящённых наследию Джона Мейна (которую вёл о. Беда Гриффитс OSB), было зарегистрировано «Международное общество христианской медитации». В том же году в Лондоне открылся первый центр сообщества, духовное попечение над которым принял о. Лоренс. Вплоть до сегодняшнего дня он продолжает развивать медитативную традицию, основанную о. Мейном, следующим образом её описывая: :
Джон Мейн начал обучать медитации в 1976 году после краткого пребывания в ските Томаса Мертона и выступления на трёх конференциях для монахов в аббатстве Марии Гефсиманской (США, Кентукки). Таким было начало его активной миссии, за которую он взялся в последние годы своей жизни – от открытия небольшого центра медитации в лондонском монастыре, последующего основания нового монастыря в Монреале и до функционирующего ныне мирового сообщества медитативных групп. Каково же его учение? Сядь неподвижно. Выпрямись. Закрой глаза. Сиди расслаблено, но пребывая в сосредоточении. В молчании начни повторять про себя одно слово. Мы рекомендуем слово-молитву “Маранафа” . Произноси его как четыре слога равной длины. Вслушивайся в них. Повторяй их спокойно, но непрестанно. Не думай ни о чём и ничего себе не представляй – ни духовного, ни мирского. Возникающие во время медитации мысли или образы воспринимай как рассеивание внимания и постоянно возвращайся к повторению своего слова. Медитируй ежедневно, утром и вечером, по 20-30 минут.